# Copertinói Szent József
Copertinói Szent József (olaszul: Giuseppe Maria Desa), (Copertino, 1603. június 17. – Osimo, 1663. szeptember 18.) itáliai szent, a pilóták, légi utasok valamint az elmezavaros betegek és gyenge tanulmányi előmenetelű diákok védőszentje. 1767-ben avatták szentté.

## Élete
József az „olasz csizma” sarkán született. Az iskolában alig ért el eredményt, sokkal jobban vonzotta a templom és az istentisztelet; egyre jobban megnyilvánult egy sajátsága és adottsága, amely egész életét meghatározta: gyakran – mintha nem is volna jelen – teljesen magába merült és érzéketlenné vált minden iránt, ami körülötte lejátszódott. Ez aztán csakhamar valódi eksztázissá fokozódott. Meglehetős bizonyossággal tanúsították, hogy hetedik vagy nyolcadik életévében önkívületbe esett, s teljesen megragadták belső élményei, amelyek zenével kapcsoltan érték. Ezért kapta társaitól a „tátott szájú” gúnynevet.
Hozzájárult mindezekhez, hogy nyolcadik és tizennegyedik életéve között betegségek választották el a külvilágtól és pajtásaitól. Kelevényeinek látványa és bűze még anyja számára is nehézzé tette az ápolását. Amikor végül meggyógyult, nem tudta megtanulni, hogy kapcsolatot teremtsen a mindennapi élet dolgaival; belső élményeinek elhatalmasodása és szemlélődő befeléfordulása nem is engedte meg a normális foglalatosságot és életmódot. A szerzetességet választotta; tizenhét évesen fel is vették a kapucinusok laikus testvérnek. Gyenge egészsége és a kolostori munkákban való használhatatlansága miatt azonban, nyolc hónap múlva elbocsátották. A minoritákhoz került, ahol 1628-ban pappá szentelték. Szülőhelye közelében, a Madonna della Grottella kolostorba osztották be. Itt jelentkeztek a nevéhez fűződő első csodák és az önkivületi állapotok miatt lebegni is kezdett. A legendák szerint egy kolostorban egy festmény annyira lenyűgözte, hogy felrepült hozzá, és egy ideig a levegőben is maradt. Más beszámolók arról tanúskodnak, hogy szentmise közben 30-50 centiméterrel lebegett a föld felett.
Csodái miatt az inkvizíció is vizsgálatot indított ellene, előbb Nápolyban, aztán Rómában, de nem sikerült semmiféle csalást rábizonyítania. A vizsgálatok megtörték, ezért 1639-ben visszavonult a papi hivatás gyakorlásától, és kolostorba vonult. 
Életének középpontjában az istenszeretet állt. Ez gyakran annyira megragadta, hogy énekelnie kellett. Belső telítettsége saját maga által kitalált dallamokban áradt ki. Életében általában nagy szerepet játszott a zene: gyerekkori extázisait zenei nevelésével hozzák kapcsolatba. Mivel az istentiszteleteken gyakran extázisba esett, és emiatt ezek több órásra is elnyúltak, megtiltották neki, hogy részt vegyen az ünnepélyes istentiszteleteken és körmeneteken.
Távolból megérezte a veszélyt, amelybe egy rendtársa utazása során került, megérezte a pápa halálát is, még mielőtt bármiféle hír érkezett volna róla. Aki találkozott vele, annak készen kellett állnia, hogy a lelkébe lát. 

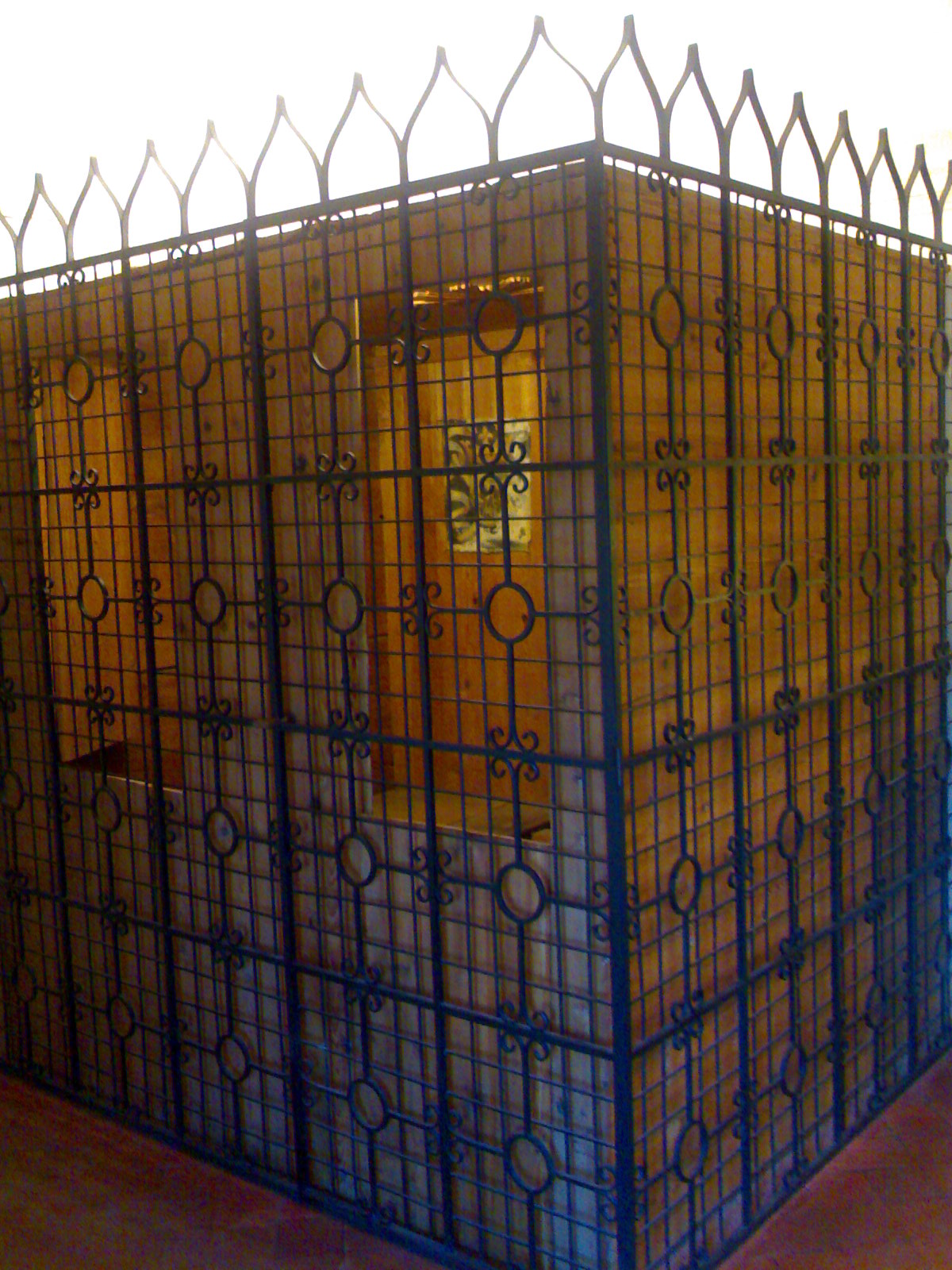
Osimói cellája

Csodáinak és képességeinek híre hamar elterjedt, bíborosok, fejedelmek keresték fel, vagy ajánlották magukat imáiba. Mindig szegények és segítséget keresők vették körül, boldogok voltak, ha ruházatának egy kis darabkájához jutottak, és ezt a betegekre helyezték. Emlékezésül vagy ereklyeként sokan magukkal vitték legalább a kolostor falának egy darabkáját.
Rendi elöljáróinak mindez bizonyos gondokat is jelentett, hogy az ilyenféle rendkívüli ember nemcsak áldás környezete számára, hanem teher is. Az inkvizíció még élesebben figyelte a különös jelenségeket és a nép növekvő odaáramlását, ezért 1653 júliusában a pietrarubbiai kapucinus kolostorba vitették és a külvilággal minden kapcsolatát megszakították. Ott-tartózkodásának híre azonban gyorsan elterjedt, s miséje alatt csakhamar összegyűlt a nép a templom előtt, emiatt átküldték Fossombrone nehezen hozzáférhető kapucinus kolostorába. Végül a minoriták VII. Sándor pápához (1655–1667) fordultak kérésükkel, hogy József visszatérhessen egyik kolostorukba. 
A pápa hozzájárult, átvitelének azonban titokban kellett végbemennie. Éjjel vitték az Ancona tartományban lévő Osimo minorita kolostorába. Ott élt egy cellában elrejtve és a rendtársaitól elválasztva haláláig.
1663. szeptember 18-án csaknem féléves betegség után hunyt el.
A római katolikus egyházban 1753-ban XIV. Benedek pápa boldoggá, majd 1767-ben XIII. Kelemen pápa szentté avatta.

## Magyarul
Cupertini József, a Szent Ferenc konventuális kisebbségek szerzetese életének és halálának rövid összefoglalása; magyarra fordította Páter, magyar konventuális kisebbségi szerzetes; Akadémiai Ny., Kassa, 1754